# Nya högerns kongressparti
Nya högerns kongressparti (polska: Kongres Nowej Prawicy, KNP) är ett socialkonservativt och ekonomiskt liberalt parti i Polen, grundat 2011 av Janusz Korwin-Mikke. Några frågor som partiet driver är sänkta skatter, nedmontering av välfärden, legaliserande av alla droger, återinförande av dödsstraffet och ett polskt utträde ur EU. I det polska valet till Europaparlamentet 2014 fick partiet över 500 000 röster och fyra av landets mandat. I det polska parlamentsvalet året därpå fick KNP strax under 5000 röster.